# チャールズ・マンク (第4代マンク子爵)

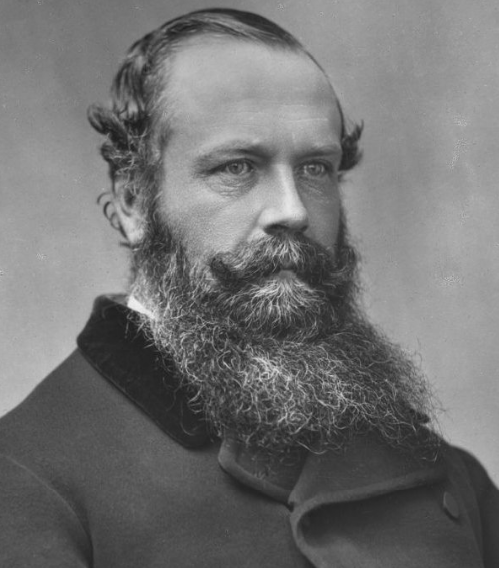
4代マンク子爵チャールズ・マンク（1880年頃）

第4代マンク子爵チャールズ・スタンリー・マンク（英語: Charles Stanley Monck, 4th Viscount Monck, GCMG, PC、1819年10月10日 - 1894年11月29日）は、イギリス・アイルランドの政治家、貴族。最後のカナダ連合植民地総督(在職1861年-1867年)、最初のカナダ総督(在職1867年-1868年)を務めた。

## 経歴
1819年10月10日、アイルランド貴族の第3代マンク子爵チャールズ・マンクとその妻ブリジット・マンク（旧姓ウィリントン, Bridget Willington）の間の長男として生まれる。
ダブリン大学トリニティ・カレッジで学び、1841年に法廷弁護士の資格を取得した。1849年4月20日に父の死により爵位を継承したが、アイルランド貴族であるため貴族院議員にはならず、1852年から1857年にかけてポーツマス選挙区から選出されて自由党の庶民院議員を務めた。1855年から1858年にかけて第3代パーマストン子爵ヘンリー・ジョン・テンプルの第一次内閣の下級大蔵卿を務めた。
1861年11月28日からカナダ連合植民地総督に就任した。就任直前にトレント号事件があり、アメリカ合衆国との関係が極度に悪化、米英開戦の危機が高まっていたので彼は影響力を行使してその危機を広めた。国内では保守派と改革派を和合させ、カナダ連邦創設を主導した。1867年に最初のカナダ総督に就任した。1868年にはケベック・シティー近くのスペンサーウッド(Spencerwood)にあった総督官邸をオタワのリドー・ホールに移した。1868年に退任した。
1866年7月12日に連合王国貴族爵位マンク男爵に叙せられ、貴族院議員に列した。
1869年から1881年にかけてアイルランド聖職委員、1872年から1894年にかけてアイルランドの国民教育委員（Commissioner of National Education）、1873年にはアイルランド高等法院裁判官の一人となり、1874年から1892年にかけてはダブリン県統監を務めた。
1894年11月29日に死去。爵位は長男ヘンリー・マンクが継承した。

## 栄典

### 爵位
1849年4月20日の父の死により以下の爵位を継承した。
- ウェックスフォード県におけるバリートラモンの第4代マンク子爵 (4th Viscount Monck, of Ballytrammon in the County of Wexford)
(1801年1月5日の勅許状によるアイルランド貴族爵位)
- ウェックスフォード県におけるバリートラモンの第4代マンク男爵 (4th Baron Monck, of Ballytrammon in the County of Wexford)
(1797年11月23日の勅許状によるアイルランド貴族爵位)

1866年7月12日に以下の爵位を新規に叙せられた。
- ウェックスフォード県におけるバリートラモンの初代マンク男爵 (1st Baron Monck, of Ballytrammon in the County of Wexford)
(勅許状による連合王国貴族爵位)

### 勲章
1869年、聖マイケル・聖ジョージ勲章ナイト・グランド・クロス(GCMG)

## 家族
伯父にあたる初代ラスダウン伯爵(2代マンク子爵)ヘンリー・マンクの娘エリザベス・ルイーザ・メアリー・マンク(Elizabeth Louise Mary Monck, 1814-1892)と結婚。彼女との間に以下の4子を儲ける。
- 長男ヘンリー・パワー・チャールズ・スタンリー・マンク (Henry Power Charles Stanley Monck, 1849-1927) 第5代マンク子爵を継承。陸軍軍人
- 次男リチャード・チャールズ・スタンリー・マウントジョイ・マンク (Richard Charles Stanley Mountjoy Monck,1858-1892) 陸軍軍人
- 長女フランセス・メアリー・マンク (Frances Mary Monck ?-1930) リチャード・ピアースと結婚
- 次女エリザベス・ルイーザ・メアリー・マンク (Elizabeth Louise Mary Monck, ?-1913) ジョン・ロイスと結婚